# DeJuan Wheat
Pour les articles homonymes, voir Wheat.
DeJuan Wheat, né le 14 octobre 1973, à Louisville, au Kentucky, est un ancien joueur américain de basket-ball. Il évolue au poste de meneur. 

## Palmarès
- First-team All-Conference USA 1996, 1997